# Bryum rapaense
Bryum rapaense là một loài rêu trong họ Bryaceae. Loài này được E.B. Bartram mô tả khoa học đầu tiên năm 1940.